# 特温布里奇斯 (蒙大拿州)
特温布里奇斯（英語：Twin Bridges），是美国西北部蒙大拿州的一座城镇。根据2010年美国人口普查，该城镇的人口为375人，在蒙大拿州排行第90。使用北美山区时区（UTC-7，夏季为UTC-6）作为标准时间。